# Giovanni d'Agostino

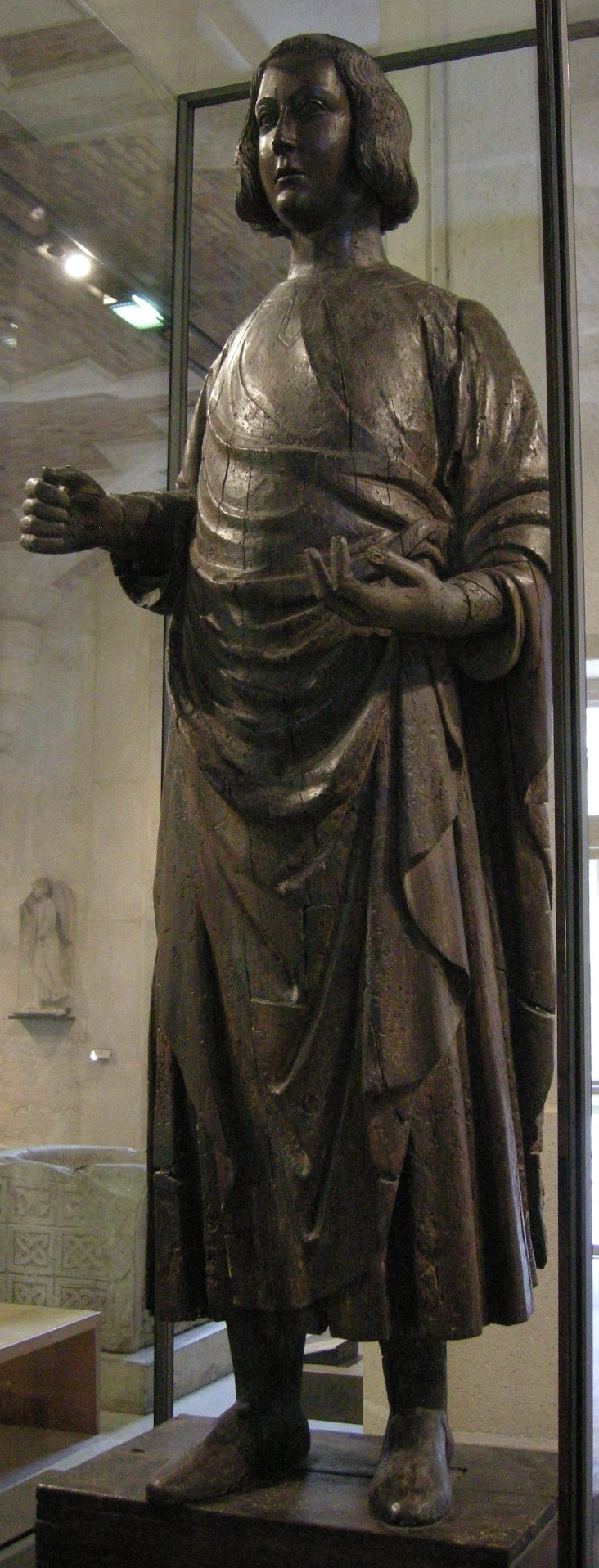
Sant'Ansano, musée du Louvre, Paris (attribué)

Giovanni d'Agostino (Sienne, v. 1311 - 1348) est un sculpteur gothique siennois du Trecento.

## Biographie
Architecte et sculpteur, Giovanni d'Agostino travailla à Église Santa Maria della Pieve à Arezzo (1332-1333), avec son père Agostino di Giovanni, aux fonts baptismaux, puis au Duomo de la ville (1334, Cappella Tarlati).
En 1336, nommé capomastro del Duomo di Siena, il en prépara les modèles pour les gargouilles.
Il fut également capomastro au Duomo d'Orvieto (1337) et revint ensuite à Sienne (1340-1345).
Sa seule œuvre signée et datée est la statue de la  Vergine in trono col Bambino e due angeli de l'Oratorio di San Bernardino de Sienne.
Giovanni d'Agostino a œuvré surtout à Sienne entre 1343 et 1369 comme maître-sculpteur du chantier de la future cathédrale, stoppé en 1348 par la peste noire, dont il mourut probablement.

## Œuvres
- Façade du Baptistère San Giovanni, Sienne (commencée en 1355[2], arrêtée incomplète en 1382)
- Madone, bas-relief de la lunette en haut du Facciatone (mur-façade, stoppé par la peste, de la cathédrale projetée)
- Portail de la Cappella Petroni (1336), Maddalena tra due angeli en cuspide, Basilique Saint-François, Sienne
- Plans initiaux de la Cappella di Piazza, Palazzo Pubblico, Sienne, (remaniés entre 1352 et 1376)
- Madone et deux anges, marbre polychrome, hauteur 53 cm, oratoire San Bernardino, Sienne[3]
- Crucifix en bois, église San Lorenzo, Poggibonsi
- Décors sculptés de la porte latérale, des fenêtres, la statue de saint Laurent, Duomo, Grosseto

- San Galgano condotto dall'Arcangelo Michele sul colle di Montesiepi., maison natale de saint Galgano, Chiusdino.
- Madonna col Bambino, petite statue en marbre (v. 1336), Pieve di San Giuliano, Gavorrano.

Dans les musées
- Redentore adorato da due Angeli, visible aujourd'hui au Museo dell'Opera Metropolitana del Duomo de Sienne
- Madonna col Bambino seduta e due angeli in piedi che presentano i due committenti, musée d'art sacré, Volterra
- Annunciazione (1340), bas-relief en marbre, Museo di pittura murale, Prato
- Sant'Ansano, musée du Louvre, Paris (attribué)]